# 1560 Strattonia
1560 Strattonia (1942 XB) là một tiểu hành tinh vành đai chính được phát hiện ngày 3 tháng 12 năm 1942 bởi E. Delporte ở Uccle.